# Micela

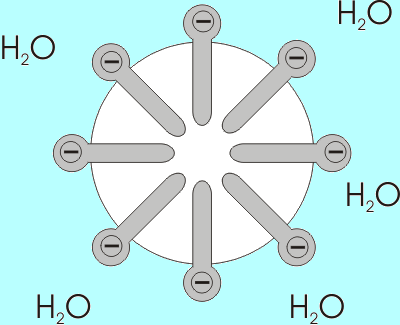
Struktura miceli

Dwuwarstwa lipidowa i micela

Micela (łac. mica ‘okruszyna’, micella ‘okruszynka’) – grupa cząsteczek surfaktantu albo jonów w roztworze, zorganizowanych najczęściej w kulistą formę. W zależności od rozpuszczalnika, ich hydrofilowe lub hydrofobowe części znajdują się w zewnętrznej lub wewnętrznej części miceli. Ich tworzeniu towarzyszy m.in. zmiana napięcia powierzchniowego, ciśnienia osmotycznego, czy przewodnictwa elektrycznego. Wyróżnia się:
- micele normalne – w wodzie na zewnątrz cząsteczek znajduje się część hydrofilowa,
- micele odwrotne – w rozpuszczalnikach organicznych(inne języki) na zewnątrz znajduje się część hydrofobowa.

Nasycenie micel jest przyczyną niskiego napięcia międzyfazowego. Działają one także solubilizująco (tzw. rozpuszczalność micelarna), co pozwala substancję nierozpuszczalną w wodzie wprowadzić do fazy wodnej. Dzięki temu układy micelarne stosuje się jako detergenty, nośniki leków, a także w syntezie organicznej, katalizie micelarnej, flotacji oraz w procesach odzysku ropy naftowej.